# Ittergau

Nithersi al Sacre Imperi al voltant de 1000 (a l'oest de Kassel/Cassella)

El Ittergau (itergowe), conegut també com a "Nithersi", és una regió històrica medieval d'Alemanya que agafa el seu nom del riu Itter, un afluent de l'Eder Itter, al nord del Hessen. L'extensió territorial de l'Ittergau va variar en el curs de la història; els límits exactes no estaven llavors determinats. Pel voltant de l'any 1000 s'esmenta la regió de Nithersi i apareix en un mapa.
Llocs de l'Ittergau (entre parèntesis la seva primera menció documental) foren:
- Goddelsheim (888)
- Helmscheid (843/77)
- Immighausen (850)
- Latterveld, Wüstung a Gembeck o Marsberg (949)
- Korbach (980)[2]
- Budinevelden, Halegehuson i Brungeringhuson, Wüstungen prop de l'Eisenberg (980)
- Hersinghausen (també Hessinghausen), Wüstung al nord-oest de Meineringhausen (Part de Korbach) (949)
- Sarmanninghausen, Wüstung al sud d'Helmscheid (Part de Korbach) (974)
- Lelbach, part de Korbach (980)
- Rhena, part de Korbach (980)
- Büddefeld, Brungeringhausen, Halgehausen llocs de la rodalia de Korbach (part de Korbach) (980)
- Nieder-Ense, o Ober-Ense (els dos llocs es mencionen ja el 1010 documentalment i pertanyen avui a Korbach)
- Holthuson, de Korbach (1025)
- Schmittinghausen o Twiste (1025)

En l'àrea del Diemel hi havia:
- Anaimuthi, (també Anavuito i Enemuden) Wüstung amb el Bredelar (El 949).[3]
- Giebringhausen (1025)
- Padberg (també Badberch, Badperch, Bathbergh, Pattberch), al Marsberg[4][5]
- Upspringun (també Upsprunge), avui Giershagen, part del Marsberg (949)[3]

1058:
- „Obere Burg“ o Obernburg, es diu d'uns senyors locals amb algun castell a l'Itter

a partir de 1126:
- l'Itterburg (Castrum Ithere), ruïna del Thalitter (Part del municipi de Vöhl)
- Dorfitter, (Ortsteil der Gemeinde Vöhl)
- Hof Lauterbach (Part del municipi de Vöhl)
- Dalwig (Dalewig), població destruïda a la Guerra dels Trenta Anys entre Korbach i Dorfitter que és recordada avui amb una pedra commemorativa al camp.